# 山花駅
山花駅（やまはなえき）は北海道釧路市山花（旧・字穏禰平 おんねびら）にあった、雄別鉄道雄別本線の駅である。同線の廃止とともに廃駅となった。

## 概要
木材搬出のために開設された。当初は簡易な駅であったが、交換設備が設けられて列車交換は北斗駅から当駅または桜田駅で行うようになり、特に当駅は廃線まで交換駅であった。

## 歴史

### 年表
- 1926年（大正15年）10月20日：雄別炭礦鉄道 穏禰平停留所として開業[3][1]。一般駅[4]。
- 1936年（昭和11年）9月8日：停車場（一般駅）に変更。交換設備が設けられる。
- 1956年（昭和31年）3月21日： 山花駅に改称。
- 1970年（昭和45年）4月16日：当路線廃止に伴い廃駅[1]。

### 備考
1937年（昭和12年）から1964年（昭和39年）まで、駅前から仁々志別川上流の三十二線葛西橋手前まで、馬鉄軌道の殖民軌道仁々志別線が接続していた。木材や木炭を運び、山花駅で貨車に積み替えて送り出していた。

## 駅構造
駅舎は北側に設けられ、駅舎前に貨物積卸線が1本、その外側に木造の島式ホーム1面2線を有していた。ホームへは構内踏切で連絡していた。

## 現状
廃線後は本線跡がサイクリングロードになった。2005年（平成17年）時点では駅舎は残存しており個人宅として用いられていたが、その後解体された。駅前には商店が残っている。

## 隣の駅
雄別鉄道
雄別本線
北斗駅 - 山花駅 - 桜田駅